# Primaire sleutel
Primaire sleutel is in databasetechnologie de benaming voor een attribuut, eigenschap, karakteristiek of feit (of een combinatie hiervan) over een entiteit, fysiek object of gebeurtenis die voldoet aan volgende vier eisen: 
1. Uniekheid: de waarde van het attribuut (of een combinatie hiervan) is uniek binnen de tabel en bepaalt dus eenduidig de record, rij of tupel waarin dit attribuut voorkomt. Geen twee rijen in een tabel kunnen dus identiek zijn vanwege het unieke attribuut (of combinatie van) in iedere rij.
2. Niet leeg: het attribuut (of een combinatie hiervan) is overal ingevuld. Kan dus niet leeg zijn.
3. Minimaal aantal attributen: de combinatie van attributen is minimaal. Door het laten vallen van een van de attributen wordt het record, rij of tupel niet langer meer eenduidig bepaald.
4. Legt relatie tussen tabellen: wanneer gerelateerde tabellen verwijzen naar de tabel waarin het attribuut (of een combinatie hiervan) voorkomt, wordt deze gebruikt om een relatie tussen deze tabellen tot stand te brengen.

Daar voorwaarde 1, 2 en 3 de voorwaarden zijn om te kunnen spreken van een kandidaatsleutel, kan een primaire sleutel ook worden omschreven als:
- De kandidaatsleutel die wordt gebruikt als unieke identificatiemethode van een record, rij of tupel binnen een tabel.